# Liste der Bodendenkmäler in Zeilarn
Auf dieser Seite sind die Bodendenkmäler in der niederbayerischen Gemeinde Zeilarn zusammengestellt. Diese Tabelle ist eine Teilliste der Liste der Bodendenkmäler in Bayern. Grundlage ist die Bayerische Denkmalliste, die auf Basis des Bayerischen Denkmalschutzgesetzes vom 1. Oktober 1973 erstmals erstellt wurde und seither durch das Bayerische Landesamt für Denkmalpflege geführt wird. Die folgenden Angaben ersetzen nicht die rechtsverbindliche Auskunft der Denkmalschutzbehörde.

## Bodendenkmäler der Gemeinde Zeilarn

### Bodendenkmäler in der Gemarkung Gumpersdorf
| Lage                   | Objekt | Akten-Nr.     | Bild                       |
| ---------------------- | --- | ------------- | -------------------------- |
| Gumpersdorf (Standort) | Untertägige mittelalterliche und frühneuzeitliche Befunde und Funde im Bereich der katholischen Filialkirche St. Rupert in Gumpersdorf und ihrer Vorgängerbauten bzw. älteren Bauphasen. Siehe auch: St. Rupert (Gumpersdorf) | D-2-7743-0026 | Bodendenkmal D-2-7743-0026 |
| Gumpersdorf (Standort) | Untertägige spätmittelalterliche und frühneuzeitliche Befunde und Funde im Bereich der katholischen Filialkirche Mariä Himmelfahrt in Lanhofen. Siehe auch: Mariä Himmelfahrt (Lanhofen)                                      | D-2-7743-0058 |                            |

### Bodendenkmäler in der Gemarkung Marktlberg
| Lage                  | Objekt                                         | Akten-Nr.     | Bild |
| --------------------- | ---------------------------------------------- | ------------- | ---- |
| Marktlberg (Standort) | Abschnittsbefestigung des frühen Mittelalters. | D-1-7743-0011 |      |

### Bodendenkmäler in der Gemarkung Obertürken
| Lage                  | Objekt | Akten-Nr.     | Bild                       |
| --------------------- | --- | ------------- | -------------------------- |
| Obertürken (Standort) | Untertägige mittelalterliche und frühneuzeitliche Befunde und Funde im Bereich der katholischen Pfarrkirche St. Martin in Zeilarn und ihrer Vorgängerbauten. Siehe auch: St. Martin (Zeilarn) | D-2-7643-0004 | Bodendenkmal D-2-7643-0004 |
| Obertürken (Standort) | Untertägige mittelalterliche und frühneuzeitliche Befunde im Bereich der katholischen Filialkirche St. Johannes der Täufer in Gehersdorf. Siehe auch: St. Johannes der Täufer (Gehersdorf)    | D-2-7643-0061 |                            |

### Bodendenkmäler in der Gemarkung Schildthurn
| Lage                   | Objekt | Akten-Nr.     | Bild |
| ---------------------- | --- | ------------- | ---- |
| Schildthurn (Standort) | Untertägige mittelalterliche und frühneuzeitliche Befunde und Funde im Bereich der katholischen Filialkirche St. Aegidius in Schildthurn und ihrer Vorgängerbauten sowie der katholischen Kapelle St. Leonhard. Siehe auch: St. Ägidius (Schildthurn) | D-2-7643-0005 |      |

### Bodendenkmäler in der Gemarkung Taubenbach
| Lage                  | Objekt                                        | Akten-Nr.     | Bild |
| --------------------- | --------------------------------------------- | ------------- | ---- |
| Taubenbach (Standort) | Burgstall des hohen oder späten Mittelalters. | D-2-7743-0014 |      |